# إريك جاكوبسن
اريك جاكوبسن (بالإنجليزية: Eric Jacobsen)‏ هو موسيقي أمريكي، ولد في 16 يوليو 1982 في لونغ آيلند في الولايات المتحدة.

## وصلات خارجية
- إريك جاكوبسن على موقع ميوزك برينز (الإنجليزية)
- إريك جاكوبسن على موقع ديسكوغز (الإنجليزية)